# Médicament orphelin
Pour les articles homonymes, voir Orphelin (homonymie).
On appelle médicament orphelin tout médicament développé pour le traitement de « maladies orphelines » (c'est-à-dire des maladies rares).

## Historique

### États-Unis: le Orphan Drug Act de 1983
Le terme est apparu aux États-Unis dans le Orphan Drug Act (en)  de 1983. Selon cet acte, une maladie orpheline est (A) soit une maladie qui touche moins de 200 000 personnes sur leur territoire, (B) soit une maladie qui touche plus de 200 000 personnes sur leur territoire, et pour laquelle il est improbable que le coût de la mise au point et de la fabrication aux États-Unis d'un médicament contre cet état ou de cette maladie soit récupéré par les ventes aux États-Unis de ce médicament. Cet acte a été adopté comme une sous-clause de la FDA (Food and Drug Administration). Développer un médicament pour de si petits groupes serait un non-sens du point de vue financier. Dès lors, le développement de médicaments pour de telles maladies est « récompensé » par des baisses d'impôts et le monopole pour le médicament en question durant un temps limité (sept ans). Sous cette promesse, divers médicaments ont été développés, y compris des médicaments traitant le SIDA, la mucoviscidose, et le venin de serpent.

### Union européenne
Le règlement européen du 16 décembre 1999, dans une volonté d'incitation à l'innovation et/ou à la production, a introduit un monopole commercial de dix ans pour les médicaments orphelins qui ne concerneraient que 5 patients sur 10 000.
Il introduit également la création du Comité des médicaments orphelins (abrégé COMP pour Committee for Orphan Medicinal Products) chargé notamment de traiter les demandes de désignation orpheline.

## Chiffres

### France
En février 2016, Antoine Ferry, président de CTRS — un laboratoire pharmaceutique spécialisé dans les pathologies rares — expliquait que ces médicaments représentaient 4 % des dépenses de médicaments en France et 0,6 % de l'ensemble des dépenses de santé.